# 빈 공방

빈 공방(Wiener Werkstätte)은 20세기 초 건축가 요제프 호프만과 디자이너 콜로만 모저에 의해 설립된 공방이다. 윌리엄 모리스의 영향을 받아, 1903년에 설립했다. 공예, 가구, 책의 장정 등을 제작하였다.
젊은 화가에 의해 그려진 그림 엽서나, 오스카 코코슈카의 화집도 간행되었다. 빈 공방의 작품에서 특히 유명한 것은 슈토클레트 저택(1905년 ~ 1911년)으로, 호프만이 건물을 설계, 구스타프 클림트의 식당 벽화부터 시작하여, 가구, 식기까지, 모든 디자인을 빈 공방이 제작하였다.
제1차 세계 대전이나 대공황의 영향으로 인한 경영난과, 드 스틸, 바우하우스, 에스프리 누보 등 합리적 사조가 대두함에 따라 1932년에 해체되었다.

## 같이 보기
- 빈 분리파